# Norský buhund
Norský buhund (norsky Norsk Buhund, anglicky Norwegian Buhund), někdy též norský ovčák, je severské psí plemeno náležící mezi špice. Je blízkým příbuzným islandského psa a jämthunda neboli švédského losího psa. Původně se používal k tahání saní a jako lovecký pes. Dnes převážně slouží jako domácí hlídač a společník. Jeho jméno je odvozeno od norského výrazu bu, což znamená chlév nebo stáj, a napovídá, jaká byla původní funkce tohoto plemene.

## Popis
Pes střední velikosti a lehké stavby těla. Hlava je lehká a uši vzpřímené. Jeho srst je krátká, schopná nabývat jakýchkoli odstínů od světle krémové po světle oranžovou včetně černé a vlčí. Psi dorůstají výšky až 46 cm, feny do 42 cm, hmotnost psů činí až 26 kg, u fen 24–25 kg. Jedinci se dožívají stáří 12 až 15 let. Je to velmi vytrvalý, energický a aktivní pes. Vzhledem ke své značné hlasitosti se však nehodí k chovu ve městě.[zdroj⁠?!]
Mimo Norsko, zemi původu, je velmi vzácný. Nejvíce se chová ve Spojeném království a v Austrálii.[zdroj⁠?!] Do České republiky doposud[kdy?] nebyl dovezen.[zdroj⁠?!] Lze si ho splést s jeho příbuznými, islandským psem nebo s jämthundem (švédský losí pes či elkhund).